# Constantin Năstăsescu
Constantin Năstăsescu (n. 13 martie 1943, Diaconești, Dâmbovița, România) este un matematician român, membru titular al Academiei Române. Este coautor unor manuale și culegeri de probleme de algebră.